# Каменный Брод (Ростовская область)
Каменный Брод — хутор в Родионово-Несветайском районе Ростовской области. Входит в Кутейниковское сельское поселение.

## Население
| 2010 |
| ---- |
| 711  |

## Инфраструктура
Улицы
| - ул. Дачная, - ул. Заречная, - ул. Калининская, - ул. Каменка, | - ул. Курсантов РАУ, - ул. Первомайская, - ул. Смирнова, - ул. Ясная Поляна, | - пер. Аксайский, - пер. Мостовой, - пер. Набережный. |

## Достопримечательности
- Памятник «Пушка» сооружен в честь курсантов-артиллеристов Ростовского училища, героически сражавшихся в 1941 году на подступах к хутору Каменный Брод[2].
- Церковь Петра и Павла